# 福島北警察署
福島北警察署（ふくしまきたけいさつしょ）は、福島県福島市にある、福島県警察が管轄する警察署。

## 管轄区域
- 福島市の一部（主に一級河川松川よりも北を福島北署、南を福島署が管轄。ただし、例外もある）
- 伊達郡桑折町、国見町

## 所在地
- 住所：福島市飯坂町平野字江合2-8

## 沿革
- 1876年（明治9年）12月13日 - 福島県警察福島出張所上飯坂分屯所を設置
- 1876年（明治9年）12月13日 - 【桑折】福島県警察福島出張所桑折屯所が設置
- 1877年（明治10年）2月 - 【桑折】福島警察署桑折分署と改称
- 1878年（明治11年）11月14日 - 飯坂に新しく分署を設置
- 1883年（明治16年） - 【桑折】桑折分署が警察署に昇格
- 1885年（明治18年）5月7日 - 【桑折】桑折の大火により警察庁舎が類焼
- 1887年（明治20年）3月19日　- 警察区画改正により信夫警察署飯坂分署と改称
- 1887年（明治20年）3月19日 - 【桑折】警察区画改正により、伊達警察署と改称
- 1889年（明治22）3月 - 飯坂町字道場町１番地に移転
- 1889年（明治22年） - 【桑折】桑折村本町４９番地に庁舎が新築
- 1902年（明治35年）7月10日 - 警察区画改正により福島警察署飯坂分署と改称
- 1902年（明治35年）7月10日 - 【桑折】警察区画改正により、桑折警察署と改称
- 1925年（大正14年）11月 - 庁舎老朽化により飯坂町道場町１０番地及び同町馬場１４番地の３に移転
- 1925年（大正15年）7月1日 - 警察区画改正により飯坂警察署と改称
- 1940年（昭和15年）6月27日 - 【桑折】庁舎が新築移転
- 1943年（昭和18年）3月27日 - 福島警察署に併合、福島警察署飯坂警部補派出所を設置
- 1943年（昭和18年）3月27日 - 【桑折】警察区画改正により、保原警察署の管轄に入り警部補派出所を設置
- 1946年（昭和21年）3月30日 - 【桑折】再び桑折警察署が復活
- 1947年（昭和22年）4月1日 - 飯坂警察署が復活
- 1948年（昭和23年）3月7日 - 警察法施行により国家地方警察として、飯坂警察署は福島地区警察署飯坂警部派出所と改称、自治体警察として飯坂湯野組合警察署が設置
- 1948年（昭和23年）3月7日 - 【桑折】警察法施行により、国家地方警察として桑折警察署は、保原地区警察署に統合されて桑折警部派出所となる。自治体警察として、桑折町警察署、藤田町警察署が置かれることになった。
- 1951年（昭和26年）10月1日 - 警察法改正により、飯坂湯野組合警察署が廃止となり飯坂地区警察署が設置
- 1951年（昭和26年）10月1日 - 【桑折】警察法改正により自治体警察が廃止となり、桑折地区警察署が新設
- 1954年（昭和29年）7月1日 - 警察法改正により福島県警察が発足し飯坂警察署と改称
- 1954年（昭和29年）7月1日 - 【桑折】警察法改正により福島県警察が発足し桑折警察署と改称
- 1956年（昭和31年）9月30日 - 【桑折】伊達町は保原警察署に移管
- 1957年（昭和32年）10月3日 - 庁舎の一部増築
- 1967年（昭和42年）3月 - 飯坂町字古舘４番地の１２に移転
- 1975年（昭和50年）4月20日 - 【桑折】3階建ての庁舎を新築移転
- 1995年（平成7年）11月27日 - 福島市飯坂町平野字江合２番８に「福島北警察署」を新設
- 2010年（平成22年）4月1日 - 警察署再編により福島北警察署は、桑折警察署を統合桑折警察署は福島北警察署桑折分庁舎となる
- 2010年（平成22年）4月1日 - 【桑折】福島北警察署に統合され、福島北警察署桑折分庁舎となる。

## 分庁舎

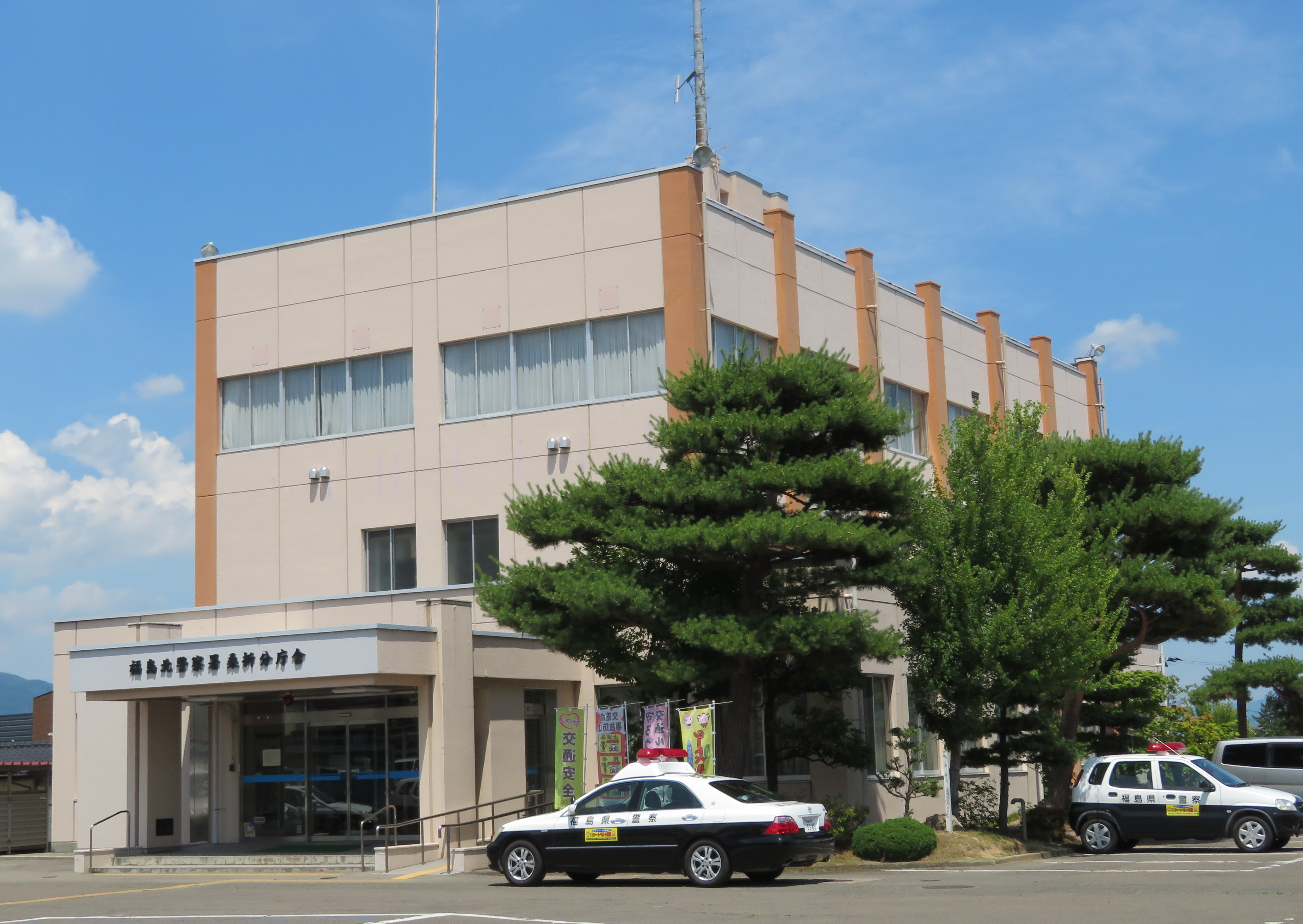
桑折分庁舎

- 桑折分庁舎（旧・桑折警察署）

## 交番・駐在所
| 交番                            | 所在地                                 | 管轄地域 |
| ------------------------------- | -------------------------------------- | --- |

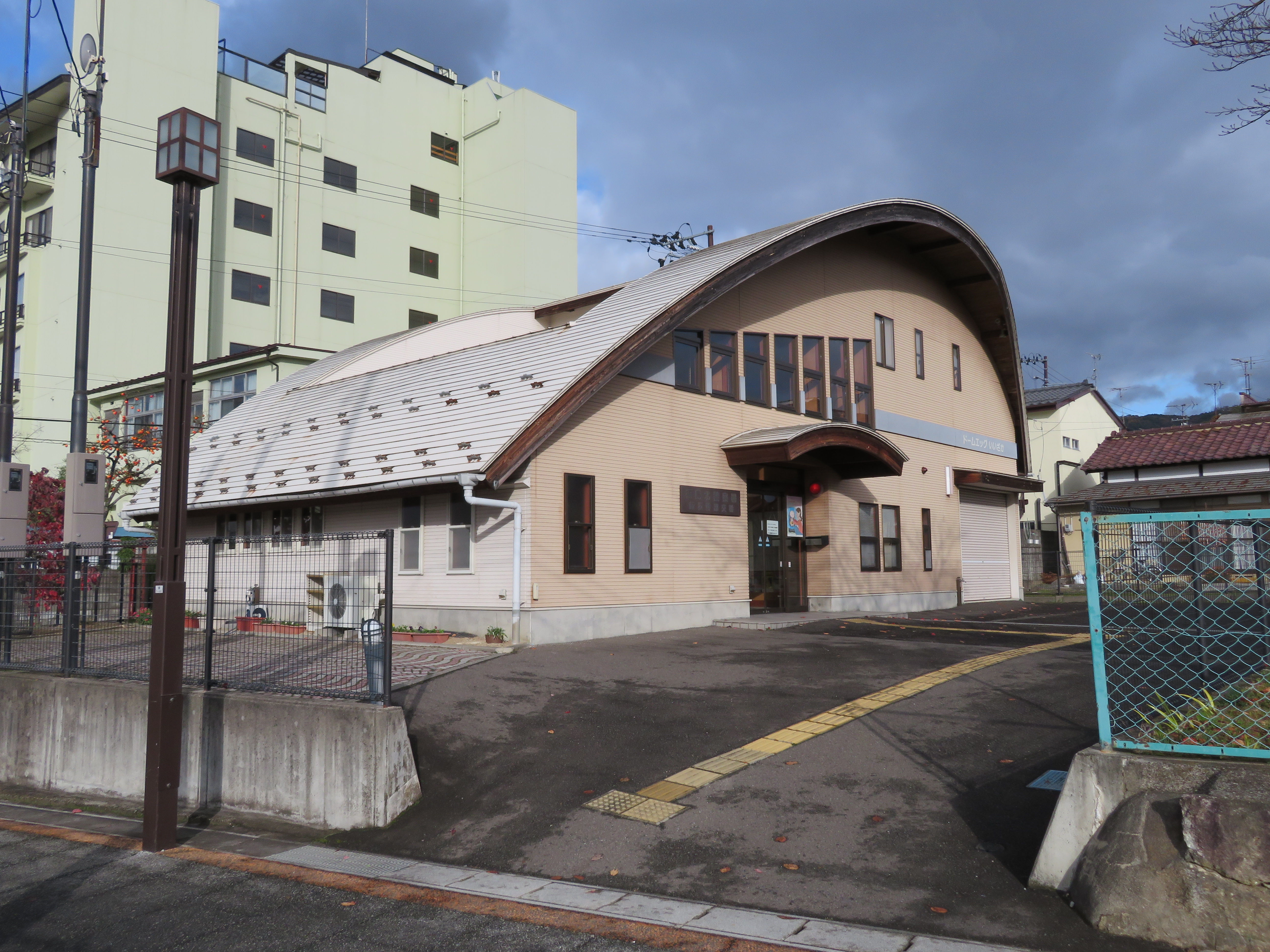
飯坂幹部交番

| 飯坂幹部交番                    | 福島市飯坂町湯野字湯ノ上9番地          | 福島市飯坂町、飯坂町平野、飯坂町湯野、飯坂町東湯野、飯坂町中野 大笹生中沢、大笹生中沢西、大笹生中道、大笹生釜平ら |
| 瀬上交番                        | 福島市瀬上町本町24番地                 | 福島市瀬上町、宮代、丸子、下飯坂、沖高､南矢野目､北矢野目 本内（本内字南下釜を除く）、鎌田（岡山駐在所管内を除く） |
| 笹谷交番                        | 福島市笹谷字出水田8番地の2             | 福島市笹谷 福島市大笹生(中沢、中沢西、中道、釜平を除く)                                                           |
| 駐在所                          | 所在地                                 | 管轄地域 |
| 茂庭駐在所                      | 福島市飯坂町茂庭字西川原5番地          | 福島市飯坂町茂庭                                                                                                  |
| 伊達崎駐在所 （桑折分庁舎管内） | 伊達郡桑折町大字下郡字柿ノ口8番地の4   | 桑折町の一部（字狐崎、東八串） 大字伊達崎、下郡上郡（字内記字仲丸を除く）                                         |
| 藤田駐在所 （桑折分庁舎管内）   | 伊達郡国見町大字藤田字一丁田13番地の2  | 国見町大字藤田、徳江、森山、小坂、泉田、内谷 鳥取、山崎、塚目字板橋南                                             |
| 大木戸駐在所 （桑折分庁舎管内） | 伊達郡国見町大字高城字下家老143番地の1 | 国見町大字大木戸、高城、貝田、光明寺、石母田 西大枝川内                                                           |